# 도솔계곡
도솔계곡(高敞 禪雲山 兜率溪谷 一圓)은 대한민국 전북특별자치도 고창군 아산면 선운산에 있는 명승이다. 2009년 9월 18일 대한민국의 명승 제54호로 지정되었다.

## 개요
선운산(禪雲山)은 도솔산(兜率山) 이라고도 했는데 선운이란 구름 속에서 참선한다는 뜻이고, 도솔이란 미륵불이 있는 도솔천궁의 뜻으로 선운산이나 도솔산이나 모두 불도(佛道)를 닦는 산이라는 뜻을 가지고 있다.
도솔계곡 일원은 선운산 일대 경관의 백미로서, 화산작용으로 형성된 암석들이 거대한 수직암벽을 이루고 있어 자연경관이 수려하고, 이 일대에 불교와 관련된 문화재(도솔천 내원궁, 도솔암, 나한전, 마애불) 와 천연기념물 등이 분포하고 있어 인문 및 자연 유산적 가치가 크다.

## 참고 자료
- 도솔계곡 - 국가유산청 국가유산포털